# Alexandre Tancrède de Caumont d'Adde
Alexandre Tancrède de Caumont d'Adde (ou Dade), seigneur de Mitteau et d'Avrilliers, né en 1708 et mort le 30 mars 1777, est un officier de marine et aristocrate du XVIIIe siècle. Il sert pendant la guerre de Sept Ans. Commandant de vaisseaux, il termine sa carrière avec le rang de chef d'escadre des armées navales. Il est également chevalier de l'ordre royal et militaire de Saint-Louis.

## Biographie
Alexandre de Caumont d’Adde s'engage comme garde-marine le 16 mai 1724. Il devient lieutenant le 1er mai 1741, puis capitaine le 17 mai 1751. Il accède au rand de chef d'escadre le 16 septembre 1764.
Il commande l’Inflexible, mobilisé pour faire partie, dans l'arrière-garde, de l'escadre de 21 vaisseaux aux ordres de Conflans qui devait escorter la flotte d'invasion. Le 20 novembre 1759, il prend part à la bataille des Cardinaux dans laquelle il ne joue qu'un rôle secondaire. Au lendemain de cette défaite, il se réfugie dans la Vilaine avec six autres vaisseaux et s'y retrouve bloqué par la flotte anglaise. 
Pour se mettre à l'abri d'une attaque des brûlots de la Navy, le bâtiment est délesté de son artillerie et de ses équipements lourds afin de pouvoir remonter le plus loin possible dans l'estuaire de la Vilaine. Mais le 1er janvier 1760, une tempête se lève et il fait naufrage, « crevé sur une roche ». Il faut alors le démembrer pour sauver ce qui pouvait l'être. L’Inflexible fait partie des 37 vaisseaux perdus par la France pendant la désastreuse guerre de Sept ans. Son épave gît aujourd'hui sous les eaux du barrage d'Arzal.
Il épouse Angélique de Goussé de La Roche-Allard le 9 novembre 1742 ; le couple a six enfants. Il est le grand-père du général de Suzannet, et du général de la Rochejacquelein